# 5 км (зупинний пункт, Південно-Західна залізниця)
5 кіломе́тр — пасажирський залізничний зупинний пункт Жмеринської дирекції залізничних перевезень Південно-Західної залізниці.
Розташований на східній околиці Вінниці (поруч із заводом холодильного обладнання компанії UBC Group) Вінницької міськради Вінницької області на лінії Вінниця — Гайсин між станціями Вінниця (5 км) та Вороновиця (17 км).
На даний момент не діє, приміський потяг Вінниця — Гайворон проходить його без зупинки.